# Portia fimbriata
Portia fimbriata là một loài nhện trong họ Salticidae.
Loài này thuộc chi Portia. Portia fimbriata được Carl Ludwig Doleschall miêu tả năm 1859.

## Hình ảnh

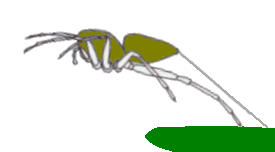
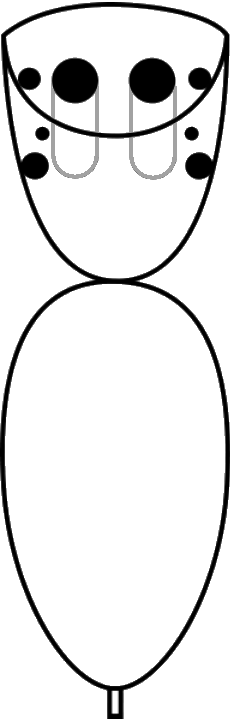
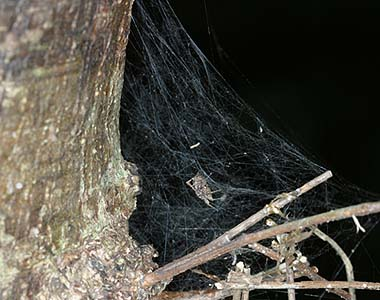
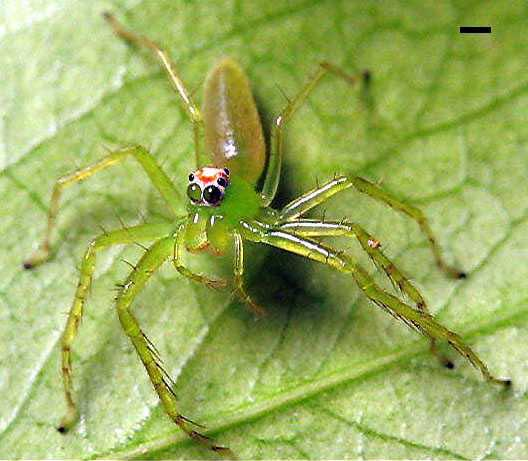